# Parlementaire enquête naar de Bijlmerramp
De parlementaire enquête naar de Bijlmerramp werd ingesteld naar aanleiding van de Bijlmerramp, waarbij in 1992 een vrachtvliegtuig neerstortte op een flatgebouw in de Amsterdamse wijk Bijlmermeer. Hierbij kwamen 43 mensen om het leven. Na de crash kregen veel bewoners en hulpverleners gezondheidsklachten.
De parlementaire enquête startte op 14 oktober 1998 met de benoeming van de enquêtecommissie, zes jaar na het neerstorten van de El Al-Boeing. De enquête eindigde op 22 april 1999 met de aanbieding van het eindrapport, waarna dit rapport in de Tweede Kamer werd behandeld.
Aanleiding voor de enquête was voornamelijk onduidelijkheid over de lading die in het vliegtuig aanwezig was geweest en het falen van het intern parlementair onderzoek naar de vrachtdocumenten. Ook de aanhoudende gezondheidsklachten van bewoners en hulpverleners kwamen uitgebreid aan de orde. De primaire doelen bij het onderzoek waren "waarheidsvinding" en het "trekken van lessen voor de toekomst". De rampvlucht, de hulpverlening na de ramp en de rol van overheidsinstanties en politiek werden geanalyseerd. Er werd getracht de ontbrekende vrachtdocumenten te achterhalen, onderzoek gedaan naar de gezondheidsklachten en aanbevelingen gedaan voor verbetering van de procedures bij toekomstige rampen.
De conclusies van de enquêtecommissie ten aanzien van het optreden van overheidsinstanties waren hard. Er werden ernstige tekortkomingen in het onderzoek geconstateerd, de regering had onvoldoende aandacht voor de maatschappelijke onrust en de commissie was verontrust over het ontbreken van coördinatie bij de departementen. De Tweede Kamer was te vaak onduidelijk, onvolledig, ontijdig of onjuist geïnformeerd. Bij de Tweede Kamer ontbrak het intern aan een goede coördinatie. Er bestond een directe relatie tussen gezondheidsklachten en de ramp in de Bijlmermeer.

## Achtergrond
De neergestorte Boeing 747 van El Al was geladen met vracht op zondag 4 oktober 1992 op weg van New York naar Tel Aviv en maakte 's middags een tussenlanding op Schiphol. Om kwart over zes 's avonds vertrok het vrachtvliegtuig van Schiphol. Onmiddellijk begonnen de problemen die er ten slotte toe leidden dat het vliegtuig om 18:35 (wintertijd) op een flatgebouw in de Bijlmermeer neerstortte.
Een onderzoek dat direct na de ramp werd uitgevoerd, wees als oorzaak een constructiefout bij de motorophanging aan. Geheimzinnigheid rond de berging van de wrakstukken, verhalen over "mannen in witte pakken" die vlak na het ongeluk op de rampplek waren gezien en het ontbreken van de cockpitvoicerecorder leidden tot speculaties over het verhullen van de waarheid. Veel bewoners en hulpverleners bij de ramp kregen daarna gezondheidsklachten. Er was onduidelijkheid over wat voor vracht het toestel precies vervoerde. Het ontbreken van vrachtdocumenten droeg bij aan aanhoudende geruchten over giftige stoffen. Er bleek verarmd uranium aan boord van het vrachtvliegtuig te zijn geweest en grondstoffen die gebruikt worden voor de productie van het zenuwgas sarin. 
Bij dit alles speelde een rol dat het om een tussenlanding ging, dat er onduidelijkheid bestond over de oorspronkelijke vrachtbrief uit New York, dat onduidelijk was wat er op Schiphol was gebeurd en dat de locaties van El Al op Schiphol een bijzondere positie innamen. Dat hield in dat de Nederlandse overheid nauwelijks toegang had tot El Al op Schiphol.
Nieuwe onthullingen in de media leidden steeds weer tot vragen in de Tweede Kamer en zo bleef de Bijlmerramp jaar na jaar op de politieke agenda. Vooral het PvdA-Kamerlid Rob van Gijzel maakt zich hard voor de zaak. Eind 1997 gaf minister Annemarie Jorritsma de commissie-Hoekstra de opdracht om uit te zoeken waarom het niet was gelukt volledige informatie over de vracht van het toestel te krijgen. Nog voor de commissie klaar werd bekend dat er uranium in urinemonsters van betrokkenen was aangetroffen. Dit bracht de Kamer er in april 1998 toe een werkgroep  onder leiding van Theo Meijer (CDA) in te stellen die alle gebeurtenissen moest inventariseren rond de toedracht en afwikkeling van de ramp.

## Uitvoering van de enquête

### Instelling en opdracht
Op 30 september 1998 besloot de vaste commissie van Verkeer en Waterstaat tot het voorstel voor het instellen van een parlementaire enquête naar de Bijlmerramp. Op 8 oktober stuurde de  commissie het voorstel met onderzoeksopdracht aan de Tweede Kamer.

#### Samenstelling
- Theo Meijer (CDA) voorzitter
- Rob Oudkerk (PvdA)
- Theo van den Doel (VVD)
- Marijke Augusteijn-Esser (D66)
- Tara Singh Varma (GroenLinks)

### Tijdlijn
De "parlementaire enquête vliegramp Bijlmermeer" vond plaats van 14 oktober 1998 tot 1 april 1999. Aanvankelijk zou de parlementaire enquête binnen vier maanden moeten zijn afgerond, gerekend vanaf de dag waarop de leden van de commissie zouden zijn benoemd (14 oktober), maar op voorhand werd deze termijn verlengd tot 1 april. De openbare verhoren vonden plaats van 27 januari tot 12 maart 1999. Wegens nog lopende onderzoeken werd het mandaat uiteindelijk verlengd tot 22 april. Het eindrapport, getiteld "Een beladen vlucht", werd op 22 april 1999 gepubliceerd.
Vanaf 18 mei (een dag voor de kabinetscrisis over het referendum) begon de Tweede Kamer met de behandeling van het rapport; van 1 tot 3 juni vond over het eindrapport een Kamerdebat met de regering plaats.

### Onderwerpen
De commissie onderzocht de ramp in de periode oktober 1998 tot en met april 1999. De primaire doelen bij het onderzoek waren waarheidsvinding en het trekken van lessen voor de toekomst. Tijdens de enquête stond de lading van het vliegtuig centraal en het optreden van de diverse instanties en overheidsinstellingen na de ramp en bij de verdere afwikkeling daarvan. De commissie onderzocht:
- de rampvlucht en het luchtvaartonderzoek daarnaar
- de lading
- de rampenbestrijding en bergingswerkzaamheden
- de gezondheid: de effecten van de ramp op de volksgezondheid
- de rol van de overheid en andere organisaties bij de afhandeling van de ramp

### Verhoren
Op 27 januari 1999 begon de enquêtecommissie met de negentig openbare verhoren. Deze verhoren vonden plaats in het gebouw van de Eerste Kamer.
In de tweede week van de openbare verhoren kwam de commissie met een sensationele onthulling. Zij beschikte over het bewijs dat de Luchtverkeersbeveiliging (LVB) van begin af aan had geweten wat de lading van het ramptoestel bevatte, maar dit op verzoek van El Al 'onder de pet' had gehouden. Premier Wim Kok sprak van 'ontoelaatbaar' en 'onvergefelijk'. De betrokken LVB-medewerkers werden geschorst en een topambtenaar, voorheen directeur van de LVB, werd op eigen verzoek op non-actief gesteld. Uit een op tape vastgelegd gesprek tussen Schiphol en een functionaris van El Al bleek dat al minuten na de crash, was gewaarschuwd voor de lading van het vliegtuig. In een tweede gesprek anderhalf uur later, werd er op aangedrongen om de exacte aard van de lading niet bekend te maken.
Tijdens de laatste week van de verhoren kwamen de politiek verantwoordelijken aan de beurt. Na kamerleden werden ex-ministers verhoord. De commissie verweet hen stuk voor stuk zich onvoldoende ingespannen te hebben bij de afwikkeling van de Bijlmerramp. Oud-minister van Justitie Ernst Hirsch Ballin had onderzoek moeten doen naar het verdwijnen van de cockpitvoicerecorder, maar hij vond dat dat niet zijn taak was omdat er geen strafbare feiten waren geconstateerd.
Oud-minister van Verkeer en Waterstaat Hanja Maij-Weggen werd op het matje geroepen over het doen en nalaten van ambtenaren van de Rijksluchtvaartdienst. Zij verdedigde hen vol vuur en zei het volste vertrouwen te hebben in hun integriteit. De spanning werd haar te veel waardoor de commissie het verhoor enige tijd moest onderbreken.
Oud-minister Winnie Sorgdrager van Justitie werd verweten dat zij de Tweede Kamer geen informatie had verschaft over de geheimzinnige mannen in witte pakken. Sorgdrager antwoordde dat ze deze verklaringen niet serieus had genomen, omdat ze enigszins van elkaar afweken.

### Eindrapport
Op 22 april werd het eindrapport 'een beladen vlucht' gepresenteerd. In een aanhangsel van het rapport werden 89 theorieën opgesomd die bij de commissie waren aangedragen.

#### Conclusies
De enquêtecommissie trok in haar eindrapport harde conclusies: 
De Raad voor de Luchtvaart had ernstig tekort geschoten. Een strafrechtelijk onderzoek naar onder andere  de Cockpit Voice Recorder had moeten en kunnen plaatsvinden in de eerste maanden na de ramp. De rampenbestrijding en identificatie van slachtoffers was relatief adequaat verlopen, maar de berging van elementen van het vliegtuigwrak was onzorgvuldig en er had aangifte gedaan moeten worden van de verdwijning van de vermiste elementen. Ook het onderzoek van de Rijksrecherche naar de "mannen in de witte pakken" was onzorgvuldig uitgevoerd. Het probleem van het verarmd uranium was onderschat en onvoldoende herkend. 
De commissie concludeerde dat de ladingpapieren van de vlucht compleet waren en had geen aanwijzingen dat er fraude had plaatsgevonden. De inspanningen van de regering om alle vrachtdocumentatie te krijgen waren niet adequaat.
Er bestond een directe relatie tussen gezondheidsklachten en de ramp in de Bijlmermeer. Deze zijn toegenomen door traagheid en onderschatting bij lokale en landelijke overheden en te weinig klacht-gerichtheid. De Inspectie voor de Gezondheidszorg heeft met onvoldoende gevoel voor maatschappelijke en medische verantwoordelijkheid haar taak uitgeoefend.
De commissie sloot niet uit dat er sprake was van een klachtenpatroon. Er was een directe relatie tussen psychische klachten, waaronder PTSS en de Bijlmerramp. In 1998 waren er nog zeker 100 gevallen. Er waren minimaal 13 auto-immuungevallen met een mogelijke relatie met de Bijlmerramp en 16 andere gevallen waarin dit onduidelijk was. Dit is een hoog aantal. De oorzaak van chronischevermoeidheidssyndroom bij veel Schipholmedewerkers werd in de eerste plaats gezocht in de specifieke arbeidsomstandigheden op Schiphol.
De regering had onvoldoende aandacht voor de maatschappelijke onrust en de Tweede Kamer was te vaak onduidelijk, onvolledig, ontijdig of onjuist geïnformeerd. De commissie was buitengewoon verontrust over het niet doorgeven door ambtenaren van – maatschappelijk gezien – cruciale informatie aan bestuurlijk verantwoordelijken en zette vraagtekens bij de bestuurlijke aansturing. Ook was de commissie verontrust over het ontbreken van coördinatie bij departement en parlement. 

#### Aanbevelingen
In haar eindrapport deed de enquêtecommissie een groot aantal aanbevelingen ter verbetering van de procedures bij luchtvaartongevallen. De commissie concludeerde dat de vrachtdocumentatie sterke gebreken vertoonde. Ten aanzien van de Bijlmerramp werd aanbevolen zo snel mogelijk te starten met een onderzoek onder de bewoners en hulpverleners naar alle gerelateerde gezondheidsklachten door een team van specialisten. Bij de Tweede Kamer heeft het intern aan een goede coördinatie ontbroken. De werkwijze zou voor de toekomst moeten worden verbeterd.

## Kamerdebat
Op 18 mei (een dag voor de kabinetscrisis over het referendum) begon de Tweede Kamer met de eerste termijn van een debat met de Enquêtecommissie over het eindrapport. De regeringspartijen vormden een gesloten front en waren het niet eens met de conclusies. Alleen CDA, GroenLinks en SP konden zich erin vinden.
Er kwam van de regeringspartijen kritiek op de commissie, onder andere over de manier van de openbare verhoren. Getuigen zouden behandeld zijn als verdachten en eerder was al gesproken over inquisitiemethoden.
De behandeling van het rapport werd vertraagd en zeer beïnvloed door de kabinetscrisis over het referendum en de lijmpoging van het kabinet daarna. Van 1 tot 3 juni vond over het eindrapport een Kamerdebat met de regering plaats. De regering wees de conclusies in het eindrapport af, maar de aanbevelingen werden wel overgenomen. Tijdens het slotdebat op 3 juni stemden VVD, D66 en PvdA tegen de door de oppositie ingediende moties van afkeuring tegen Borst en Jorritsma met uitzondering van Van Gijzel, Rob Oudkerk en Marijke Augusteijn-Esser. Verregaande politieke gevolgen had de enquête dus niet gehad.

## Bijzonderheden
Opvallend bij deze parlementaire enquête is dat de commissie met veel verschillende partijen te maken kreeg. Zo waren er buitenlandse overheidsinstanties en private partijen in Israël en de Verenigde Staten en met organisaties als het Academisch Medisch Centrum (AMC), de luchthaven Schiphol, de luchtvaartmaatschappij EL AL en diverse externe onderzoeksbureaus. De uitlatingen in de media over de toedracht van de ramp en de lading van het vliegtuig, zowel in Nederland als in Israël, zorgden ervoor dat de betrekkingen tussen beide landen onder druk kwam te staan.
Een ander belangrijk aspect was dat de commissie tijdens deze enquête te maken kreeg met de emoties van slachtoffers, nabestaanden, hulpverleners en bewoners van de Bijlmermeer die door alle onderzoeken en verhoren de ramp weer opnieuw moeten beleven.

## Kritiek

### Vanuit de journalistiek
De journalist Pierre Heijboer volgde de parlementaire enquête zeer kritisch. Van dag tot dag voorzag hij de verhoren van kritisch commentaar. Heijboer was er na afloop van overtuigd dat de parlementaire enquêtecommissie niet de waarheid over de ramp had gevonden; volgens hem was vrachtvliegtuig van El Al een militair vliegtuig geweest.

### Vanuit de politiek
Direct na de publicatie barstte de kritiek op het rapport en de commissie los. Het zou niet altijd even duidelijk zijn waar de commissie haar harde oordeel op baseerde en er was veel aan te merken op de werkwijze en oordeelsvorming van de commissie. Het kabinet was niet van plan zich bij dit oordeel neer te leggen en zou waar mogelijk de eindconclusies weerleggen.

### Vanuit de enquêtecommissie
Vanuit de enquêtecommissie zelf kwam kritiek op de kritiek. VVD-commissielid Theo van den Doel vond dat de commissie het foutieve bericht over het 'onder de pet' houden direct had moeten rechtzetten in plaats van pas na twee weken. Bovendien ergerde hij zich aan de vele media-optredens van de medecommissieleden in onder andere het televisieprogramma van Paul de Leeuw.

## Nasleep

### Gezondheidsonderzoek
Na de enquête werd een individueel gezondheidsonderzoek gestart naar de gezondheidsklachten van bewoners en hulpverleners.

### Pierre Heijboer en "Het Klankbord"
Onder de naam "Het Klankbord" verzamelde Pierre Heijboer feiten over de Bijlmerramp die tijdens de parlementaire enquête werden verzwegen. Hierbij had hij vooral oog voor de slachtoffers en hun gezondheidsklachten, maar ook over de parlementaire enquête en feiten omtrent de ramp. Hij schreef er een boek over, Doemvlucht – de verzwegen geheimen van de Bijlmermeer, dat in 2002 verscheen. Hij beschrijft daarin voorbeelden van meermaals gemanipuleerde videobeelden en rapporten waarvan verschillende versies zijn verspreid.
In 2003 eiste Heijboer een schadevergoeding van de Handhavingsdienst Luchtvaart, omdat de dienst zou hebben geknoeid met een dossier over helikoptervluchten boven de Bijlmer, dat door Heijboer met een beroep op de Wet openbaarheid van bestuur was opgevraagd. De Nederlandse Vereniging van Journalisten steunde Heijboer in zijn eis. Enkele jaren later publiceerde hij Wachten op de nachtegaal (2006) over veertig jaar Bijlmer, van droomwijk tot meest verguisde wijk van Nederland.